# Созан
Не путать с сазан
Сезан (Sezão), или Созан (порт. Souzão / Sousão) — чёрный сорт винограда из Португалии, используемый для производства портвейна и винью-верде. Иногда на российских этикетках вин его название ошибочно передаётся как «виньяо», «сузао», «сусан» и т. д.
Происходит из северного региона Минью, но широко культивируется также в винодельческих регионах Дору и Дан. За пределами Португалии встречается в Австралии, Калифорнии и ЮАР.
Сорт очень позднего периода созревания. Лист средний, округлый, слегка вытянут в длину, слабо рассеченный, пятилопастный. Ягода средняя или крупная, синевато-красно-черная. Содержит много сахара и кожуру с большим количеством пигмента, поэтому обладает особым вкусом и тёмным цветом.
В качестве синонима сорта Созан в справочниках традиционно указывалось название Виньян (Vinhão). В 2020 году португальские ампелографы пришли к заключению, что речь идёт о двух близкородственных сортах, причём «Созан» правильнее именовать «Сезан» (Sezão).